# Elusa pratti
Elusa pratti là một loài bướm đêm trong họ Noctuidae.